# Heather Juergensen
Heather Juergensen, née le 2 janvier 1970, est une actrice et productrice de cinéma américaine.

## Filmographie

### Actrice
- 2007 The Suzy Prophecy : Suzy
- 2007 The Hammer : Lindsay Pratt
- 2006 Dr Vegas (TV)
- 2005 Cell Call : Nadine
- 2003 Le Manoir hanté et les 999 Fantômes : Mrs. Silverman
- 2003 Red Roses and Petrol : Medbh Doyle
- 2003 La Tentation de Jessica : Helen Cooper
- 1989 The Afterlife of Grandpa

### Productrice
- 2007 The Suzy Prophecy
- 2007 The Hammer
- 2003 La Tentation de Jessica

### Scénariste
- 2007 The Suzy Prophecy
- 2003 La Tentation de Jessica

### Réalisatrice
- 2007 The Suzy Prophecy